# Landhaus (Eisenstadt)

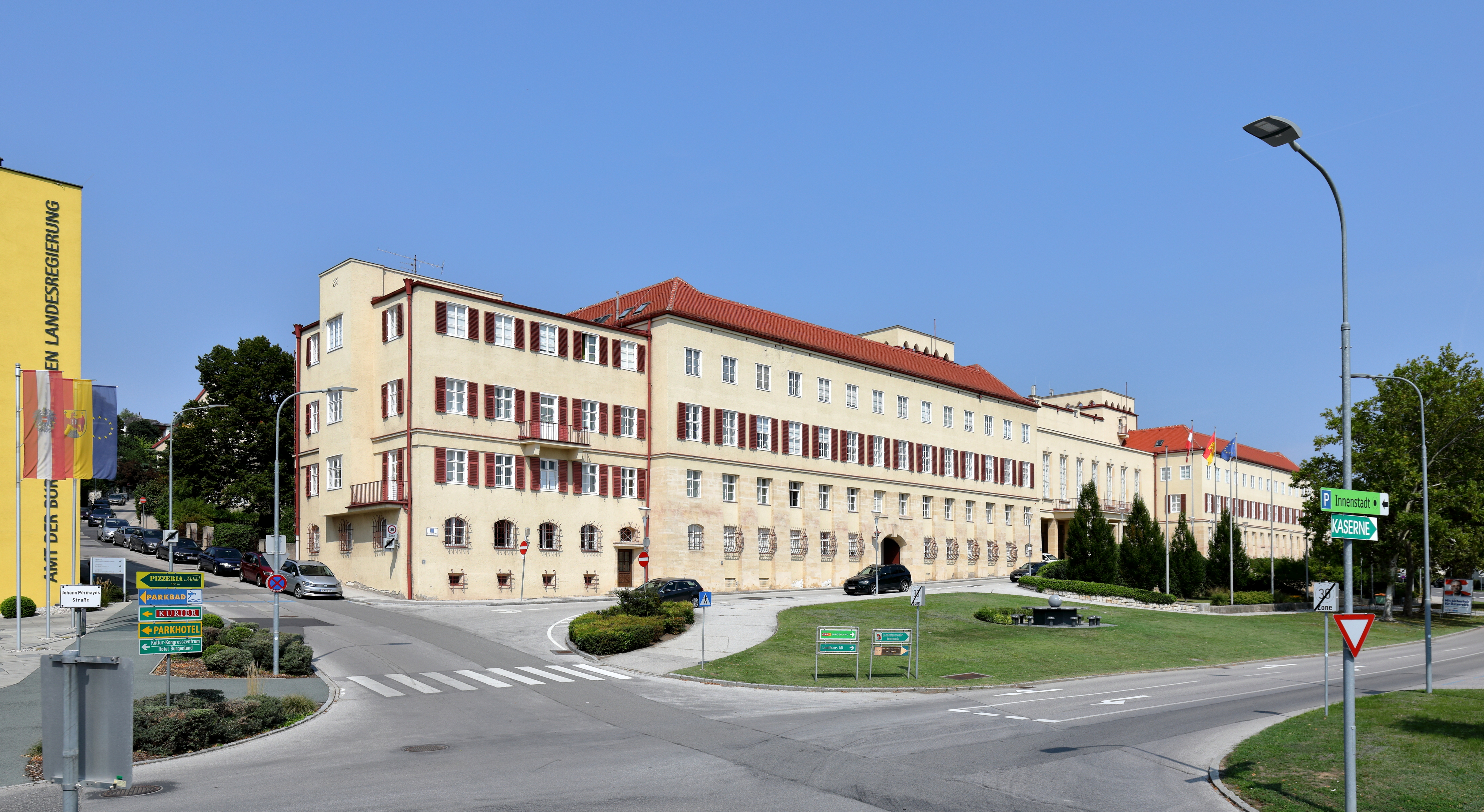
Landhaus (2019)

Das Landhaus in Eisenstadt ist das Amtshaus des Burgenländischen Landtages und der Burgenländischen Landesregierung.
Die Leitung der Landnahme des Burgenlandes hatte ihren Sitz in der Burg in Wiener Neustadt. Von 1922 bis 1930 hatte der Landtag und die Landesregierung ihren Sitz in der Martinkaserne in Eisenstadt. 
Das heutige Landhausgebäude wurde von 1926 bis 1929 – zeitgleich mit einer Beamtensiedlung in der Tillstraße – nach Plänen des Architekten Rudolf Perthen errichtet und 1930 bezogen. 
Im Landtagssitzungssaal befand sich die 1945 zerstörte Wandmalerei Begrüßung des heimgekehrten Burgenlandes des Malers Ferdinand Kitt. 
Im Landhaus befinden sich eine Büste des Bundespräsidenten Karl Renner des Bildhauers Gustinus Ambrosi sowie in einem 1970 bis 1973 nordseitig angefügten Zubau das Burgenländische Landesarchiv.

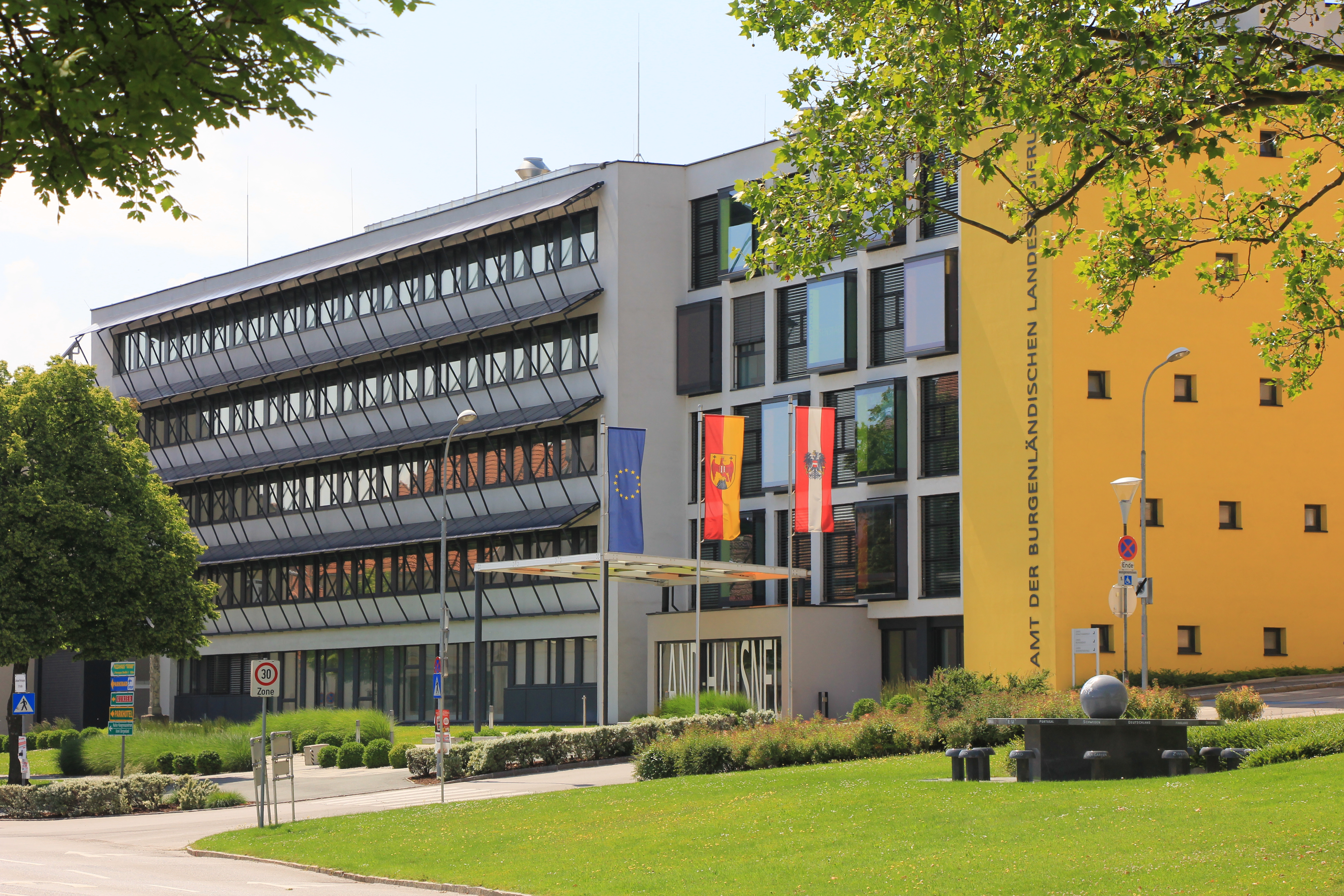
Der Zubau bzw. „Landhaus-Neu“

Ab 1973 wurde westlich vom alten Landhaus ein „Landhaus-Neu“ errichtet und im Juli 1977 feierlich eröffnet.